# Tiro esportivo nos Jogos Pan-Americanos de 1999
As competições de tiro esportivo nos Jogos Pan-Americanos de 1999 foram realizadas em Winnipeg, no Canadá. Dezessete eventos concederam medalhas.

## Medalhistas
Masculino
| Evento                               | Ouro                          | Prata                   | Bronze                       |
| ------------------------------------ | ----------------------------- | ----------------------- | ---------------------------- |
| Pistola de ar 10 m detalhes          | Daryl Szarenski ( USA )       | Felipe Beuvrin ( VEN )  | Jason Meidinger ( USA )      |
| Carabina de ar 10 m detalhes         | Ken Johnson ( USA )           | Glenn Dubis ( USA )     | Wayne Sorensen ( CAN )       |
| Alvo móvel 10 m detalhes             | Attila Solti ( GUA )          | Armando Ayala ( USA )   | Andrés Felipe Torres ( COL ) |
| Tiro rápido 25 m detalhes            | Daniel César Felizia ( ARG )  | John McNally ( USA )    | Bernardo Tobar ( COL )       |
| Pistola 50 m detalhes                | Jason Meidinger ( USA )       | Daryl Szarenski ( USA ) | Norbelis Bárzaga ( CUB )     |
| Carabina deitado 50 m detalhes       | Matthew Emmons ( USA )        | Wayne Sorensen ( CAN )  | Henry Gerow ( CAN )          |
| Carabina três posições 50 m detalhes | Ken Johnson ( USA )           | Pablo Álvarez ( ARG )   | Roberto José Elias ( MEX )   |
| Fossa olímpica detalhes              | Danilo Caro ( COL )           | Lance Bade ( USA )      | George Leary ( CAN )         |
| Fossa dublê detalhes                 | Lance Bade ( USA )            | Charles Redding ( USA ) | Luiz Craca ( BRA )           |
| Skeet detalhes                       | Juan Miguel Rodríguez ( CUB ) | William Roy ( USA )     | Clayton Miller ( CAN )       |

Feminino
| Evento                               | Ouro                       | Prata                    | Bronze                      |
| ------------------------------------ | -------------------------- | ------------------------ | --------------------------- |
| Pistola de ar 10 m detalhes          | Kim Eagles ( CAN )         | María Franco ( VEN )     | Margarita Tarradell ( CUB ) |
| Carabina de ar 10 m detalhes         | Jayme Dickman ( USA )      | Sharon Bowes ( CAN )     | Amelia Rosa Fournel ( ARG ) |
| Pistola 25 m detalhes                | Elizabeth Callahan ( USA ) | Rebecca Snyder ( USA )   | María Rueda ( COL )         |
| Carabina três posições 50 m detalhes | Jayme Dickman ( USA )      | Nancy Johnson ( USA )    | Christina Ashcroft ( CAN )  |
| Fossa olímpica detalhes              | Deena Minyard ( USA )      | Cindy Gentry ( USA )     | Susan Nattrass ( CAN )      |
| Fossa dublê detalhes                 | Kimberly Rhode ( USA )     | Cynthia Meyer ( CAN )    | Sandra Honour ( CAN )       |
| Skeet detalhes                       | Terry Bankey ( USA )       | Cindy Shenberger ( USA ) | Tami Wah ( CAN )            |

## Ligação externa
- Jogos Pan-Americanos de 1999